# Bynovecký potok
Bynovecký potok je potok v Ústeckém kraji v Česku. Je dlouhý 7,9 km, plocha povodí činí přibližně 14 km² a vlévá se do Kamenice jako levostranný přítok v Srbské Kamenici. Potok je zajímavý tím, že u rybníka, který napájí u obce Nová Oleška, dopadla v roce 1972 část letadla letu JAT 367.

## Průběh toku
Pramení severně od obce Bynovec v nadmořské výšce 384 m, kterou protéká. Za ní vstupuje do hlubokého pískovcového kaňonu, míjí nedalekou obec Kámen a po čtyřech kilometrech se dostává do obce Nová Oleška. Po jejím opuštění napájí dva rybníky a následně vtéká do obce Srbská Kamenice, kde se v nadmořské výšce 213 m vlévá do říčky Kamenice. Vody Bynoveckého potoka pak putují do Labe a nakonec do Severního moře.

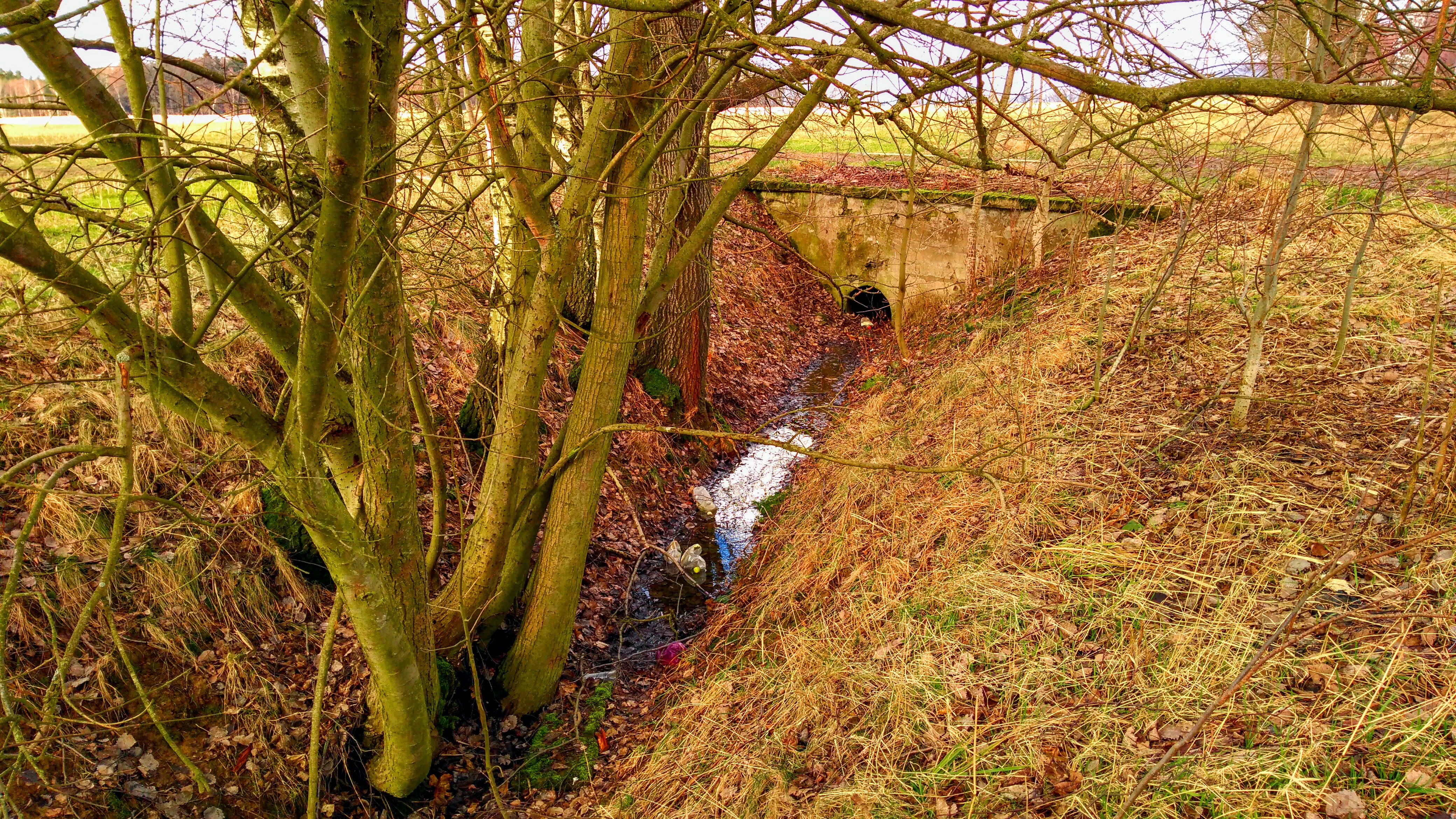
Pramen.